# Coupe des États-Unis de soccer 1998
Navigation
U.S. Open Cup 1997 Lamar Hunt U.S. Open Cup 1999
La Coupe des États-Unis de soccer 1998 est la 85e édition de l'US Open Cup, la plus ancienne des compétitions dans le soccer américain. C'est un système à élimination directe mettant aux prises des clubs de soccer amateurs, semi-pros et professionnels affiliés à la Fédération des États-Unis de soccer, qui l'organise conjointement avec les ligues locales.
La finale se tient le 30 octobre 1998, après cinq autres tours à élimination directe dans la phase finale mettant aux prises des clubs amateurs et professionnels. Les Nashville Metros sont la seule équipe à triompher contre une franchise de MLS avant de s'incliner en quart de finale contre les tenants du titre, le Dallas Burn. Le vainqueur, Chicago Fire, remporte ainsi son premier trophée dans cette compétition.

## Calendrier
| Tour                                                                                 | Nom              | Dates retenues            | Équipes participantes | Équipes gagnantes |
| Entrée de 8 équipes de USISL D-3 Pro League, 4 équipes de PDSL et 4 équipes de USASA |                  |                           |                       |                   |
| 1                                                                                    | Premier tour     | 9-10-11-12-13-16-21 juin  | 16                    | 8                 |
| Entrée de 8 équipes de A-League                                                      |                  |                           |                       |                   |
| 2                                                                                    | Deuxième tour    | 23-24-30 juin-1er juillet | 16                    | 8                 |
| Entrée de 8 équipes de Major League Soccer                                           |                  |                           |                       |                   |
| 3                                                                                    | Troisième tour   | 6-7-8 juillet             | 16                    | 8                 |
| 4                                                                                    | Quarts de finale | 22 juillet                | 8                     | 4                 |
| 5                                                                                    | Demi-finales     | 4 août                    | 4                     | 2                 |
| 6                                                                                    | Finale           | 30 octobre                | 2                     | 1                 |

## Participants
| Entre au premier tour | Entre au premier tour | Entre au deuxième tour | Entre au troisième tour |
| USISL D-3 Pro League/PDSL/USASA 8 équipes/4 équipes/4 équipes | USISL D-3 Pro League/PDSL/USASA 8 équipes/4 équipes/4 équipes | A-League 8 équipes | MLS 8 équipes |
| USISL D-3 Pro League - Arizona Sahuaros - Austin Lone Stars - Central Jersey Riptide - Charlotte Eagles - Chicago Stingers - Delaware Wizards - Orlando Nighthawks - Western Mass Pioneers | Premier Development Soccer League - Detroit Dynamite - Jackson Chargers - Kansas City Brass - San Gabriel Valley Highlanders United States Adult Soccer Association - Los Lobos - New York Greek American Atlas - SAC Wisla - San Nicholas | A-League - Orange County Zodiac - Milwaukee Rampage - Hershey Wildcats - Worcester Wildfire - El Paso Patriots - Nashville Metros - Hampton Roads Mariners - Rochester Raging Rhinos | Major League Soccer - Chicago Fire - Columbus Crew - Dallas Burn - Kansas City Wizards - San Jose Clash - Miami Fusion - New York MetroStars - Tampa Bay Mutiny |

Légende :

Major League Soccer (MLS) : Championnat de première division.

A-League : Championnat de deuxième division.

USISL D-3 Pro League : Championnat de troisième division organisé par la United Soccer Leagues (USL).

Premier Development Soccer League (PDSL) : Championnat de quatrième division organisé par la United Soccer Leagues (USL).

United States Adult Soccer Association (USASA) : Organisateur des championnats de divisions cinq à neuf.

## Résultats

### Premier tour
| Date    | Division               | Club                   | Score         | Club                           | Division |
| ------- | ---------------------- | ---------------------- | ------------- | ------------------------------ | -------- |
| 9 juin  | (USISL D-3 Pro League) | Austin Lone Stars      | 2-1           | San Nicholas                   | (USASA)  |
| 10 juin | (USISL D-3 Pro League) | Delaware Wizards       | 2-1 b.e.o.    | Detroit Dynamite               | (PDSL)   |
| 11 juin | (USISL D-3 Pro League) | Chicago Stingers       | 8-0           | SAC Wisla                      | (USASA)  |
| 12 juin | (USISL D-3 Pro League) | Arizona Sahuaros       | 2-1           | San Gabriel Valley Highlanders | (PDSL)   |
| 12 juin | (USISL D-3 Pro League) | Charlotte Eagles       | 4-3           | Los Lobos                      | (USASA)  |
| 13 juin | (USISL D-3 Pro League) | Central Jersey Riptide | 2-1 b.e.o.    | Kansas City Brass              | (PDSL)   |
| 16 juin | (USISL D-3 Pro)        | Orlando Nighthawks     | 2-1           | Jackson Chargers               | (PDSL)   |
| 21 juin | (USISL D-3 Pro League) | Western Mass Pioneers  | 2-0 (Forfait) | New York Greek American Atlas  | (USASA)  |

### Deuxième tour
| Date        | Division               | Club                   | Score            | Club                    | Division               |
| ----------- | ---------------------- | ---------------------- | ---------------- | ----------------------- | ---------------------- |
| 23 juin     | (A-League)             | Orange County Zodiac   | 2-1              | Austin Lone Stars       | (USISL D-3 Pro League) |
| 23 juin     | (A-League)             | Milwaukee Rampage      | 1-2              | Orlando Nighthawks      | (USISL D-3 Pro League) |
| 23 juin     | (A-League)             | Hershey Wildcats       | 2-3 b.e.o.       | Chicago Stingers        | (USISL D-3 Pro League) |
| 23 juin     | (A-League)             | Worcester Wildfire     | 2-0              | Charlotte Eagles        | (USISL D-3 Pro League) |
| 24 juin     | (A-League)             | El Paso Patriots       | 9-1              | Arizona Sahuaros        | (USISL D-3 Pro League) |
| 24 juin     | (A-League)             | Nashville Metros       | 7-1              | Delaware Wizards        | (USISL D-3 Pro League) |
| 30 juin     | (A-League)             | Hampton Roads Mariners | 0-0 (3-2 t.a.b.) | Central Jersey Riptide  | (USISL D-3 Pro League) |
| 1er juillet | (USISL D-3 Pro League) | Western Mass Pioneers  | 1-3              | Rochester Raging Rhinos | (A-League)             |

### Troisième tour
| Date      | Division               | Club                    | Score            | Club                   | Division               |
| --------- | ---------------------- | ----------------------- | ---------------- | ---------------------- | ---------------------- |
| 6 juillet | (USISL D-3 Pro League) | Chicago Stingers        | 1-3              | Chicago Fire           | (MLS)                  |
| 7 juillet | (A-League)             | El Paso Patriots        | 0-2              | San Jose Clash         | (MLS)                  |
| 7 juillet | (A-League)             | Rochester Raging Rhinos | 1-2 b.e.o.       | Columbus Crew          | (MLS)                  |
| 8 juillet | (MLS)                  | New York MetroStars     | 1-0 b.e.o.       | Hampton Roads Mariners | (A-League)             |
| 8 juillet | (MLS)                  | Tampa Bay Mutiny        | 2-2 (5-4 t.a.b.) | Worcester Wildfire     | (A-League)             |
| 8 juillet | (MLS)                  | Miami Fusion            | 3-0              | Orlando Nighthawks     | (USISL D-3 Pro League) |
| 8 juillet | (MLS)                  | Dallas Burn             | 4-0              | Orange County Zodiac   | (A-League)             |
| 8 juillet | (A-League)             | Nashville Metros        | 3-1              | Kansas City Wizards    | (MLS)                  |

### Quarts de finale
À ce stade de la compétition, les Nashville Metros, équipe de deuxième division, font office de petit poucet de la compétition.
| 22 juillet 1998 | Columbus Crew                               | 3 – 0 | Miami Fusion |                                                                                    |                                                                                    |
|                 | Jeff Cunningham 12e · Brian McBride 36e 44e |       |              | Finley Stadium, Chattanooga, Tennessee Spectateurs : 3 757 Arbitrage : Sandra Hunt | Finley Stadium, Chattanooga, Tennessee Spectateurs : 3 757 Arbitrage : Sandra Hunt |
|                 | Rapport                                     |       |              | Finley Stadium, Chattanooga, Tennessee Spectateurs : 3 757 Arbitrage : Sandra Hunt | Finley Stadium, Chattanooga, Tennessee Spectateurs : 3 757 Arbitrage : Sandra Hunt |

| 22 juillet 1998 | New York MetroStars                                          | 4 - 0 | Tampa Bay Mutiny |                                                                                    |                                                                                    |
|                 | Giovanni Savarese 33e 35e · Jim Rooney 75e · Mike Sorber 77e |       |                  | Finley Stadium, Chattanooga, Tennessee Spectateurs : 3 757 Arbitrage : Kevin Stott | Finley Stadium, Chattanooga, Tennessee Spectateurs : 3 757 Arbitrage : Kevin Stott |
|                 | Rapport                                                      |       |                  | Finley Stadium, Chattanooga, Tennessee Spectateurs : 3 757 Arbitrage : Kevin Stott | Finley Stadium, Chattanooga, Tennessee Spectateurs : 3 757 Arbitrage : Kevin Stott |

| 22 juillet 1998                                                     | Chicago Fire      | 1 – 1 4 - 3 t. a. b.                                                         | San Jose Clash   |                                                                        |                                                                        |
|                                                                     | Lubos Kubik 55e   |                                                                              | 65e Jeff Baicher | Cotton Bowl, Dallas, Texas Spectateurs : 3 812 Arbitrage : Kevin Terry | Cotton Bowl, Dallas, Texas Spectateurs : 3 812 Arbitrage : Kevin Terry |
|                                                                     | Rapport           |                                                                              |                  | Cotton Bowl, Dallas, Texas Spectateurs : 3 812 Arbitrage : Kevin Terry | Cotton Bowl, Dallas, Texas Spectateurs : 3 812 Arbitrage : Kevin Terry |
| Lubos Kubik · Josh Wolff · Ante Razov · Tony Kuhn · Diego Gutierrez | Tirs au but 4 - 3 | Shawn Medved · Eric Wynalda · Victor Mella · Ronald Cerritos · Richard Gough |                  | Cotton Bowl, Dallas, Texas Spectateurs : 3 812 Arbitrage : Kevin Terry | Cotton Bowl, Dallas, Texas Spectateurs : 3 812 Arbitrage : Kevin Terry |

| 22 juillet 1998 | Dallas Burn                                                                          | 5 - 1 | Nashville Metros |                                                                         |                                                                         |
|                 | Dante Washington 9e 53e · Mickey Trotman 48e · Temoc Suarez 78e · Richard Farrer 81e |       | 87e John Jones   | Cotton Bowl, Dallas, Texas Spectateurs : 3 812 Arbitrage : Gerry Corrie | Cotton Bowl, Dallas, Texas Spectateurs : 3 812 Arbitrage : Gerry Corrie |
|                 | Rapport                                                                              |       |                  | Cotton Bowl, Dallas, Texas Spectateurs : 3 812 Arbitrage : Gerry Corrie | Cotton Bowl, Dallas, Texas Spectateurs : 3 812 Arbitrage : Gerry Corrie |

### Demi-finales
| 4 août 1998 | Columbus Crew        | 1 – 0 | New York MetroStars |                                                                                          |                                                                                          |
|             | Ricardo Iribarren 5e |       |                     | Zephyr Field, La Nouvelle-Orléans, Louisiane Spectateurs : 6 514 Arbitrage : Tim Weyland | Zephyr Field, La Nouvelle-Orléans, Louisiane Spectateurs : 6 514 Arbitrage : Tim Weyland |
|             | Rapport              |       |                     | Zephyr Field, La Nouvelle-Orléans, Louisiane Spectateurs : 6 514 Arbitrage : Tim Weyland | Zephyr Field, La Nouvelle-Orléans, Louisiane Spectateurs : 6 514 Arbitrage : Tim Weyland |

| 4 août 1998 | Chicago Fire                                         | 3 – 2 | Dallas Burn                                    |                                                                                         |                                                                                         |
|             | Ante Razov 11e · Roman Kosecki 56e · Lubos Kubik 74e |       | 23e Mickey Trotman · 83e (pen.) Leonel Álvarez | Zephyr Field, La Nouvelle-Orléans, Louisiane Spectateurs : 6 514 Arbitrage : Rich Grady | Zephyr Field, La Nouvelle-Orléans, Louisiane Spectateurs : 6 514 Arbitrage : Rich Grady |
|             | Rapport                                              |       |                                                | Zephyr Field, La Nouvelle-Orléans, Louisiane Spectateurs : 6 514 Arbitrage : Rich Grady | Zephyr Field, La Nouvelle-Orléans, Louisiane Spectateurs : 6 514 Arbitrage : Rich Grady |

### Finale
| 30 octobre 1998 | Chicago Fire                                  | 2 – 1 b.e.o. | Columbus Crew  | Soldier Field, Chicago, Illinois                |                                                 |
|                 | Jerzy Podbrozny 45e (pen.) · Frank Klopas 99e |              | 53e Stern John | Spectateurs : 18 615 Arbitrage : Arturo Angeles | Spectateurs : 18 615 Arbitrage : Arturo Angeles |
|                 | Rapport                                       |              |                | Spectateurs : 18 615 Arbitrage : Arturo Angeles | Spectateurs : 18 615 Arbitrage : Arturo Angeles |

| Chicago Fire | Columbus Crew |

| Vainqueur de la US Open Cup 1998 Chicago Fire 1er titre |

## Tableau final
|  | Quarts de finale    | Quarts de finale                               |               |       | Demi-finales                                   | Demi-finales                                   |  |  | Finale                                  | Finale                                  |
|  | Quarts de finale    | Quarts de finale                               |               |       | Demi-finales                                   | Demi-finales                                   |  |  | Finale                                  | Finale                                  |
|  |                     |                                                |               |       |                                                |                                                |  |  |                                         |                                         |
|  | 22 juillet 1998     | 22 juillet 1998                                |               |       | 4 août 1998, Zephyr Field, La Nouvelle-Orléans | 4 août 1998, Zephyr Field, La Nouvelle-Orléans |  |  | 30 octobre 1998, Soldier Field, Chicago | 30 octobre 1998, Soldier Field, Chicago |
|  | 22 juillet 1998     | 22 juillet 1998                                |               |       | 4 août 1998, Zephyr Field, La Nouvelle-Orléans | 4 août 1998, Zephyr Field, La Nouvelle-Orléans |  |  | 30 octobre 1998, Soldier Field, Chicago | 30 octobre 1998, Soldier Field, Chicago |
|  | Columbus Crew       | 3                                              |               |       | 4 août 1998, Zephyr Field, La Nouvelle-Orléans | 4 août 1998, Zephyr Field, La Nouvelle-Orléans |  |  | 30 octobre 1998, Soldier Field, Chicago | 30 octobre 1998, Soldier Field, Chicago |
|  | Columbus Crew       | 3                                              |               |       | 4 août 1998, Zephyr Field, La Nouvelle-Orléans | 4 août 1998, Zephyr Field, La Nouvelle-Orléans |  |  | 30 octobre 1998, Soldier Field, Chicago | 30 octobre 1998, Soldier Field, Chicago |
|  | Miami Fusion        | 0                                              |               |       | 4 août 1998, Zephyr Field, La Nouvelle-Orléans | 4 août 1998, Zephyr Field, La Nouvelle-Orléans |  |  | 30 octobre 1998, Soldier Field, Chicago | 30 octobre 1998, Soldier Field, Chicago |
|  | Miami Fusion        | 0                                              | Columbus Crew | 1     |                                                |                                                |  |  | 30 octobre 1998, Soldier Field, Chicago | 30 octobre 1998, Soldier Field, Chicago |
|  | 22 juillet 1998     |                                                | Columbus Crew | 1     |                                                |                                                |  |  | 30 octobre 1998, Soldier Field, Chicago | 30 octobre 1998, Soldier Field, Chicago |
|  |                     | New York MetroStars                            | 0             |       |                                                |                                                |  |  | 30 octobre 1998, Soldier Field, Chicago | 30 octobre 1998, Soldier Field, Chicago |
|  | New York MetroStars | New York MetroStars                            | 0             | 4     |                                                |                                                |  |  | 30 octobre 1998, Soldier Field, Chicago | 30 octobre 1998, Soldier Field, Chicago |
|  | New York MetroStars |                                                |               | 4     |                                                |                                                |  |  | 30 octobre 1998, Soldier Field, Chicago | 30 octobre 1998, Soldier Field, Chicago |
|  | Tampa Bay Mutiny    | 0                                              |               |       |                                                |                                                |  |  | 30 octobre 1998, Soldier Field, Chicago | 30 octobre 1998, Soldier Field, Chicago |
|  | Tampa Bay Mutiny    | 0                                              | Chicago Fire  | 2     |                                                |                                                |  |  |                                         |                                         |
|  | 22 juillet 1998     |                                                | Chicago Fire  | 2     |                                                |                                                |  |  |                                         |                                         |
|  |                     | Columbus Crew                                  | 1             |       |                                                |                                                |  |  |                                         |                                         |
|  | Chicago Fire        | Columbus Crew                                  | 1             | 1 (4) |                                                |                                                |  |  |                                         |                                         |
|  | Chicago Fire        | 4 août 1998, Zephyr Field, La Nouvelle-Orléans |               | 1 (4) |                                                |                                                |  |  |                                         |                                         |
|  | San Jose Clash      | 1 (3)                                          |               |       |                                                |                                                |  |  |                                         |                                         |
|  | San Jose Clash      | 1 (3)                                          | Chicago Fire  | 3     |                                                |                                                |  |  |                                         |                                         |
|  | 22 juillet 1998     |                                                | Chicago Fire  | 3     |                                                |                                                |  |  |                                         |                                         |
|  |                     | Dallas Burn                                    | 2             |       |                                                |                                                |  |  |                                         |                                         |
|  | Dallas Burn         | Dallas Burn                                    | 2             | 5     |                                                |                                                |  |  |                                         |                                         |
|  | Dallas Burn         |                                                |               | 5     |                                                |                                                |  |  |                                         |                                         |
|  | Nashville Metros    | 1                                              |               |       |                                                |                                                |  |  |                                         |                                         |
|  | Nashville Metros    | 1                                              |               |       |                                                |                                                |  |  |                                         |                                         |

### Nombre d'équipes par division et par tour
| Divisions / Manches                 | Premier tour  | Deuxième tour | Troisième tour | Quarts de finale | Demi- finales | Finale |
| ----------------------------------- | ------------- | ------------- | -------------- | ---------------- | ------------- | ------ |
| MLS (D1) 8 équipes                  | non présentes | non présentes | 8              | 7                | 4             | 2      |
| A-League (D2) 8 équipes             | non présentes | 8             | 6              | 1                | Aucune        | Aucune |
| USISL D-3 Pro League (D3) 8 équipes | 8             | 8             | 2              | Aucune           | Aucune        | Aucune |
| PDSL (D4) 4 équipes                 | 4             | Aucune        | Aucune         | Aucune           | Aucune        | Aucune |
| USASA (D5 à D9) 4 équipes           | 4             | Aucune        | Aucune         | Aucune           | Aucune        | Aucune |
| Total                               | 16            | 16            | 16             | 8                | 4             | 2      |